# بوب هارفي (موسيقي)
بوب هارفي (بالإنجليزية: Bob Harvey)‏ هو موسيقي أمريكي، ولد في 1934.

## وصلات خارجية
- بوب هارفي على موقع ميوزك برينز (الإنجليزية)
- بوب هارفي على موقع أول ميوزيك (الإنجليزية)
- بوب هارفي على موقع ديسكوغز (الإنجليزية)